# سیدی عون
سیدی عون (به عربی: سيدي عون) یک شهرداری در الجزایر است که در ناحیه المقرن واقع شده‌است. سیدی عون ۱۲٬۲۳۵ نفر جمعیت دارد و ۵۲ متر بالاتر از سطح دریا واقع شده‌است.